# Pristinailurus bristoli
Pristinailurus bristoli és una espècie extinta de mamífer que està relacionat amb l'actual panda vermell comú (Ailurus fulgens).
Etimològicament, Pristinailurus, prové del llatí pristinus que significa «previ», afegit a Ailurus per l'actual panda vermell comú amb el qual està estretament emparentat. Larry Bristol, que descobrí l'holotip, és qui dona nom a l'epítet específic, bristoli.
Pristinailurus bristoli visqué a Nord-amèrica al final del Miocè. Era més pesant que el panda vermell comú, car pesava entre 8 i 15 kg i probablement era un carnívor.